# Pistolet TOZ 35
TOZ 35 – jednostrzałowy pistolet sportowy kalibru 5,6 mm, przystosowany do nabojów bocznego zapłonu, skonstruowany w 1960 roku przez Jefima Chajdurowa w Tulskich Zakładach Zbrojeniowych w Tule. 
Pistolet w różnoraki sposób jest unowocześniany najczęściej poprzez zmianę oryginalnej rękojeści na rękojeść firmy Morini oraz doczepienie specjalnego ciężarka tzw. TOZ Balance. Przez zawodników wyczynowych uznawany za najlepszy w konkurencji pistoletu dowolnego.